# Proud Mary
Pour les articles homonymes, voir Proud Mary (homonymie).
Singles de Creedence Clearwater Revival
I Put a Spell on You
(1968) Bad Moon Rising
(1969)
Pistes de Bayou Country
Penthouse Pauper Keep on Chooglin'
Proud Mary (également connue sous le titre Rollin' on The River), est une chanson rock de Creedence Clearwater Revival influencée par les sonorités du bayou, écrite par le chanteur-compositeur et multi-instrumentiste John Fogerty. Elle est sortie en 45 tours en janvier 1969 avec en face B le morceau Born on the Bayou. Les deux titres sont extraits de l'album Bayou Country.
Le single se classe 2e au Billboard Hot 100 où il est certifié double disque de platine avec 2 000 000 d'exemplaires vendus. Le groupe classera également quatre autres singles no 2 mais ne décrochera jamais la première place de ce classement.
Proud Mary est reprise par Ike and Tina Turner qui la classèrent une nouvelle fois au Billboard Hot 100, à la 4e place en mars 1971. Cette version est certifiée disque d'or aux États-Unis en mai 1971 pour 1 000 000 d'unités vendues.
La chanson a fait l'objet de nombreuses reprises (voir la section dédiée ci-dessous).

## Sujet
Les paroles parlent d'une personne qui embarque sur un bateau à vapeur qui navigue sur le Mississippi, le Proud Mary, afin de s'offrir un peu de liberté. John Fogerty voulait au départ raconter l'histoire d'une femme qui travaille comme bonne pour des gens riches. L'idée du bateau fluvial lui a été soufflée par Stu Cook, le bassiste de Creedence Clearwater Revival.

## Version de John Fogerty
Dans la réédition de 2008 de Bayou Country, Joel Selvin raconte que cette chanson a été conçue alors que John Fogerty était dans l'armée. Les riffs de Proud Mary, Born on the Bayou et Keep on Chooglin ont été conçus lors d'un concert à l'Avalon Ballroom. C'est une des chansons les plus connues du groupe.
La chanson fut enregistrée par le groupe aux RCA Studios de Hollywood.
John Fogerty réenregistre la chanson en 2013 sur son album Wrote a Song for Everyone en compagnie de Jennifer Hudson, Allen Toussaint et le Rebirth Brass Band.

### Classements hebdomadaires et certifications
| Classement (1969)                       | Meilleure place |
| --------------------------------------- | --------------- |
| Allemagne (Media Control AG)            | 4               |
| Australie (ARIA)                        | 5               |
| Autriche (Ö3 Austria Top 40)            | 1               |
| Belgique (Flandre Ultratop 50 Singles)  | 7               |
| Belgique (Wallonie Ultratop 50 Singles) | 10              |
| Canada (RPM 100 Singles)                | 2               |
| États-Unis (Billboard Hot 100)          | 2               |
| France (IFOP)                           | 12              |
| Irlande (IRMA)                          | 13              |
| Norvège (VG-lista)                      | 6               |
| Pays-Bas (Single Top 100)               | 8               |
| Royaume-Uni (UK Singles Chart)          | 8               |
| Suisse (Schweizer Hitparade)            | 4               |

| Pays                    | Certification | Date       | Unités certifiées |
| ----------------------- | ------------- | ---------- | ----------------- |
| États-Unis (RIAA)       | 2 × Platine   | 31/01/2019 | 2 000 000         |
| Nouvelle-Zélande (RMNZ) | 2 × Platine   | 24/10/2024 | 60 000            |
| Royaume-Uni (BPI)       | Argent        | 31/12/2021 | 200 000           |

## Versions de Tina Turner
Ike et Tina Turner reprennent la chanson en 1970 sur l'album Workin' Together (it). Leur version, dont les arrangements sont réalisés par Ike Turner et Soko Richardson (en), est diffusée en single en 1971. Sa structure a tendance à rester associée à Tina Turner. Cette version s'amorce par un thème musical calme et lent, porté par le fredonnement de la voix basse de Ike, une intro en spoken word de Tina. Le morceau comprend par la suite plusieurs changements rythmiques en s'accélérant, des arrangements avec des cuivres. 
Tina Turner la réenregistre en 1988, 1993 et 2009.

### Classements hebdomadaires et certifications
| Classement (1971)                       | Meilleure place |
| --------------------------------------- | --------------- |
| Allemagne (Media Control AG)            | 21              |
| Belgique (Flandre Ultratop 50 Singles)  | 16              |
| Belgique (Wallonie Ultratop 50 Singles) | 17              |
| Canada (RPM 100 Singles)                | 11              |
| États-Unis (Billboard Hot 100)          | 4               |
| Pays-Bas (Single Top 100)               | 5               |

| Pays              | Certification | Date       | Unités certifiées |
| ----------------- | ------------- | ---------- | ----------------- |
| États-Unis (RIAA) | Or            | 06/05/1971 | 1 000 000         |

| Classement (2010)              | Meilleure place |
| ------------------------------ | --------------- |
| Royaume-Uni (UK Singles Chart) | 62              |

| Pays              | Certification | Date       | Unités certifiées |
| ----------------- | ------------- | ---------- | ----------------- |
| Royaume-Uni (BPI) | Platine       | 15/07/2022 | 600 000           |

## Distinctions
La version de Ike & Tina Turner gagne en 1972 le Grammy Award de la meilleure performance R&B par un duo ou un groupe avec chant.
Les versions de Creedence Clearwater Revival et de Ike & Tina Turner ont toutes deux reçu un Grammy Hall of Fame Award, respectivement en 1998 et en 2003.
Selon le magazine Rolling Stone, la version originale de Proud Mary fait partie des « 500 plus grandes chansons de tous les temps ». Elle est classée 155e dans la liste de 2004, 156e en 2010 et 152e en 2021. Elle est également sélectionnée par le Rock and Roll Hall of Fame, en 1995, comme l'une des « 500 chansons qui ont façonné le rock 'n' roll ».

## Autres reprises et adaptations

### Reprises
Par ordre chronologique, Proud Mary a été reprise par :
- The Carey-Garfin Four (1965-1971)[34]
- Solomon Burke (1969) classé 45e dans le Billboard Hot 100[35]
- The Checkmates Ltd feat. Sonny Charles (1969) classé 69e dans le Billboard Hot 100[36]
- Anthony Armstrong-Jones (1969)
- Ed Ames (en) (1969)
- Leonard Nimoy (1969)
- Della Reese (1970)
- The Shadows (1970)
- Tom Jones (1970)
- Elvis Presley (1970)
- Billy Paul (1970)
- Hopeton Lewis (1971)
- Sylvie Vartan (1972)
- Bill & Lisa (1973)
- Neil Sedaka (1974)
- Johnny Paycheck (en) (1978)
- Sheila Bonnique (1979)
- George Jones (1980)
- Bruce Springsteen (1981)
- Status Quo (1996)
- Johnny Hallyday (1996)
- Acid Drinkers (1998)
- Prozak for Lovers, dans l'album « La Musique de Paris Dernière », volume 2 (2001)
- Ricki-Lee Coulter (2004)
- Beyonce (2005)
- Fantasia Barrino
- Joe Cocker
- Marco Mengoni (2010)
- Izïa Higelin (2010)
- Glee (2010)
- Claire Denamur (2011)
- Chimène Badi (2012)

Restant à dater, la reprise de :
- Shaka Ponk

### Adaptations
- Patrick Zabé Je roule ma bosse (1969)
- Claude François Roule... (1969)
- Dick Rivers Roule pas sur le Rivers (1978)
- Johnny Hallyday Rouler sur la rivière (1996)

Restant à dater, les adaptations de:
- I Nuovi Angeli, sous le nom Il battello "Mary"
- El mexicano, sous le nom Mary la Orgullosa
- Ros Sereysothea, sous le nom Cry Loving Me
- Wess, sous le nom Il battello "Mary"